# Sagorevanje
Gorenje ili izgaranje je hemijska promena, kod koje dolazi do oksidacije gorivih sastojaka nekog goriva. To je proces između goriva i oksidansa, u kojem se stvara toplota zbog promene hemijskih sastojaka. Uz oslobađanje toplote može se pojaviti svetlost, u obliku žarenja ili plamena. Goriva su najčešće organske materije (posebno ugljovodonici) u gasovitom, tečnom ili čvrstom stanju.
Kod potpunog izgaranja, gorivi sastojci reaguju sa oksidansima, kao što su kiseonik ili fluor, i proizvode su jedinjenja hemijskih elemenata goriva sa oksidansima. Na primer:
 + energija
Jednostavan primer može biti gorenje vodonika i kiseonika, koje se koristi za pogon raketnih motora:
 + toplota
Rezultat je vodena para.
Potpuno izgaranje je gotovo nemoguće postići. U stvarnosti, gorenjem dolazi do hemijske ravnoteže, gde je prisutan velik broj različitih hemijskih jedinjenja, u većem ili manjem udelu, kao recimo ugljen-monoksid ili čisti ugljenik (čađ ili pepeo), uz proizvode gorenja. Dodatno, gorenje u atmosferskom vazduhu, koji je 78% azot, stvara čitav niz azotnih oksida.

## Vrste gorenja

### Potpuno izgaranje
Kod potpunog izgaranja, gorivi sastojci izgaraju u kiseoniku, stvarajući ograničen broj proizvoda. Kada ugljovodonik izgara u kiseoniku, hemijska reakcija stvora samo ugljen-dioksid i vodu. Kada hemijski elementi izgaraju, nastaju pre svega oksidi tih elemenata. Ugljenik će stvoriti ugljen-dioksid, azot će stvoriti azot-dioksid, sumpor stvara sumpor-dioksid, a gvožđe stvara gvožđe (III) oksid.
Gorenje ne dostiže uvek stupanj potpune oksidacije. Ono je zavisno od niza faktora, među kojima je temperature. Na primjer, sumpor trioksid se neće uvek stvoriti sagorenjem sumpora. Azotni oksidi se počinju stvarati iznad 1 540 °C i više azotnih oksida se stvara sa većom temperaturom. Ispod tih temperatura, azot ostaje u molekulskom obliku (N2). Proizvodi gorenja zavise i od viška ili pritoka kiseonika.
Kod većine industrijskih primena i u vatri, atmosferski vazduh je izvor kiseonika (O2). U vazduhu, svaki 1 kg kiseonika je pomiješan sa približno 3,76 kg azota. Azot ne sudeluje uvek u gorenju, ali kod većih temperatura, deo azota će se pretvoriti u azotne okside (NO), obično između 0,002% do 1%. Uz to, gde je prisutan ugljenik, deo ugljenika će se pretvoriti u ugljen-monoksid. Recimo, čitav niz hemijskih reakcija kod gorenja metana je slijedeći:
O

### Nepotpuno izgaranje
Nepotpuno izgaranje će se pojaviti samo onda kada nema dovoljno kiseonika da omogući gorivu potpunu reakciju pri stvaranju ugljen-dioksida i vode.
Kod većine goriva, kao što je dizel, ugljen ili drvo, pre izgaranja se odvija piroliza. Kod nepotpunog izgaranja, proizvodi pirolize ostaju neizgoreni i pojačavaju dim sa štetnim materijama i gasovima. Delimična oksidacija etanola stvara štetni etanal (acetaldehid), a ugljenik stvara otrovni ugljen-monoksid.
Kvalitet gorenja se može popraviti sa konstrukcijom uređaja za gorenje, kao što su plamenici ili motori sa unutarnjim sagorevanjem. Dalja poboljšanja se mogu postići sa katalizatorima (kao što je katalitički pretvarač) ili jednostavnim delimičnim vraćanjem ispustnih gasova u postupak gorenja. Takve uređaje zahtevaju i zakoni o zaštiti okoline, recimo za automobile u raznim državama, a potrebni su i za velikih uređaja za izgaranje, kao što su kod termoelektrana, da bi postigao dozvoljeni sadržaj dimnih gasova.
Stupanj izgaranja se može meriti i proučavati, sa opremom za testiranje. Dobavljači klimatizacije, vatrogasci i inženjeri, koriste uređaje za proveru izgaranja, da bi proučili efikasnost plamenika i klipnih motora, za vreme izgaranja. Posebno je to važno za prevozna vozila, da bi se smanjilo zagađivanje.

### Dimljenje
Dimljenje je sporiji oblik gorenja, sa nižim temperaturama i bez plamena, koji održava toplinu time što kiseonik direktno udara površine zgusnutog goriva. To je tipični oblik nepotpunog izgaranja. Čvrste materije koje mogu održavati dimljenje su ugljen, celuloza, drvo, pamuk, duvan, treset, sintetičke pene, prašina. Tipičan primer dimljenja je gorenje cigarete ili gorenje biomasa.

### Brzo izgaranje
Brzo izgaranje je oblik gorenja, poznat kao vatra, u kojoj se velike količine toplotne i svetlosne energije oslobađaju, a često nastaje i plamen. Primjenjuje se kod motora s unutrašnjim izgaranjem ili kod termobarnog oružja. Ponekad, velika količina gasa stvara pretjeran pritisak, koji stvara buku. Takvo izgaranje nazivamo eksplozija. Za izgaranje nije uvek neophodan kiseonik, recimo vodonik izgara s hlorom, stvarajući vodonikov hlorid, uz oslobađanje topline i svetla, svojstvenih izgaranju. 

### Turbulentno izgaranje
Izgaranje kojim se stvara turbulentni plamen, koristi se uglavnom za industrijske primjene (gasne turbine, benzinski motori itd.), zato što turbulencija pomaže mešanju goriva i oksidansa.

### Plamen bez gravitacije
Godine 2000. eksperimenti koje je provela NASA, pokazali su da gravitacija igra dodatnu ulogu u oblikovanju plamena. Normalni raspored plamena kod normalne gravitacije zavisi od prenosa toplote. Kod male ili nulte gravitacije, kao u svemiru, prirodnog odvoda toplote nema, plamen postaje kuglast, dobija više plavu boju i izgaranje je bolje.

### Mikro izgaranje
Postupak gorenja koji se odvija u malom obimu, naziva se mikro izgaranje. Brzo hlađenje igra važnu ulogu u ravnoteži gorenja, u komorama za izgaranje.

## Hemijske jednačine
Opšta hemijska jednačina za stohiometrijsko gorenje ugljovodonika je:
{\displaystyle C_{x}H_{y}+\left(x+{\frac {y}{4}}\right)O_{2}\rightarrow \;xCO_{2}+\left({\frac {y}{2}}\right)H_{2}O}
Na primer, gorenje propana se može opisati kao:
{\displaystyle C_{3}H_{8}+5O_{2}\rightarrow \;3CO_{2}+4H_{2}O}
Uopšte, hemijska jednačina za stohiometrijsko nepotpuno izgaranje ugljovodonika u kiseoniku se može opisati kao:
{\displaystyle \left(z\right)C_{x}H_{y}+\left(z\left({\frac {x}{2}}+{\frac {y}{4}}\right)\right)O_{2}\rightarrow \;z\cdot xCO+\left({\frac {z\cdot y}{2}}\right)H_{2}O}
Primer nepotpunog izgaranja propana je:
{\displaystyle 2C_{3}H_{8}+7O_{2}\rightarrow \;2C+2CO+8H_{2}O+2CO_{2}}
Jednostavna opisna jednačina za gorenje ugljovodonika sa kiseonikom je:
{\displaystyle {\textrm {gorivo}}+{\textrm {kiseonik}}\rightarrow \;{\textrm {toplota}}+{\textrm {voda}}+{\textrm {ugljen\ dioksid}}}
Ukoliko se koristi vazduh kao izvor kiseonika, azot se može dodati u jednačinu, iako on ne sudeluje u hemijskoj reakciji, ali prikazuje sastav dimnih gasova:
{\displaystyle C_{x}H_{y}+\left(x+{\frac {y}{4}}\right)O_{2}+3,76\left(x+{\frac {y}{4}}\right)N_{2}\rightarrow \;xCO_{2}+\left({\frac {y}{2}}\right)H_{2}O+3,76\left(x+{\frac {y}{4}}\right)N_{2}}
Na primer, gorenje propana je:
{\displaystyle C_{3}H_{8}+5O_{2}+18,8N_{2}\rightarrow \;3CO_{2}+4H_{2}O+18,8N_{2}}
Jednostavna opisna jednačina za gorenje ugljovodonika sa vazduhom je:
{\displaystyle {\textrm {gorivo}}+{\textrm {vazduh}}\rightarrow \;{\textrm {toplota}}+{\textrm {voda}}+{\textrm {azot}}+{\textrm {ugljen\ dioksid}}}
Azot može izgoreti i kada postoji višak kiseonika. Toj termodinamičkoj reakciji pogoduju visoke temperature. Dizel motor radi sa viškom kiseonika da be se izgorele i male čestice, pa kao rezultat stvara i azotne okside. Da bi se smanjilo stvaranje azotnih oksida, zakonski je obavezno imati na automobilima katalitički pretvarač ili katalizator, ili dodavati ispustnim gasovima ureju.

## Goriva

### Tekuća goriva
Gorenje tekućeg goriva u atmosferi kiseonika se u u stvari događa u gasovitom stanju goriva. Pare sagorevaju, a ne tečnost. Zbog toga, tečnost će se zapaliti samo iznad određene temperature, koja se zove temperatura zapaljenja. Temperatura zapaljenja je najniža temperatura, na kojoj para tečnosti ili isparljive čvrste materije, stvara zapaljivu smjesu sa vazduhom. Pri temperaturi zapaljenja, pare blizu površine tečnosti se zapale kada se izlože plamenu.

### Čvrsta goriva
Izgaranje čvrstih goriva se sastoji od 3 procesa, koji se i preklapaju:
- Faza predgrevanja, kada se gorivo zagreva do temperatura zapaljenja, a zatim i do temperature gorenja. Zapaljive pare se uključuju u proces, sličan suvoj destilaciji.
- Faza destilacije ili gasovita faza, kada se mešavina zapaljivih para i kiseonika zapali. Stvorena energija se oslobađa u obliku toplote i svetlosti. Često je vidljiv i plamen. Prenos toplote od mesta izgaranja na čvrste materije omogućuje da se razvijaju dodatne zapaljive pare.
- Faza ugljena ili čvrsta faza, kada izlazni zapaljivi gasovi sa materijala, imaju previše nisku temperaturu da održavaju stalan plamen, pa gorivo pougljeni. Gorivo ne gori dovoljno brzo, samo žari, a kasnije se i dimi.

## Način reakcije
Izgaranje s kiseonikom uključuje čitav niz reakcija sa radikalima.
Visoka energija koja je potrebna za početak gorenja se objašnjava neobičnom strukturom molekula kiseonika. On je stabilan molekul, koji sadrži dvostruku kovalentnu vezu. U njegovoj strukturi su svi elektroni molekula spareni. Ogledima je, međutim, utvrđeno da kiseonik ima paramagnetična svojstva, što ukazuje na nesparene elektrone u strukturnoj formuli molekula kiseonika. Da bi se pokrenulo izgaranje, potrebno je prvo pretvoriti molekul kiseonika u dva atoma kiseonika. Ta prelazna reakcija ima visoku energiju aktivacije, ali se nakon toga oslobađa znatna količina toplote, čime se reakcija nastavlja. Nakon iniciranja nastaju brojni radikali, kao što su vodonik peroksid (HOO·), hidroksilni radikal (OH·), hidroperoksid (O2−), ugljen-monoksid, jednoatomni kiseonik, itd.
Čvrsta goriva pre izgaranja, prolaze prvo kroz čitav niz pirolitičkih reakcija, koje proizvode oksidirano i gasovito gorivo. Ako nema dovoljno kiseonika, javljaju se štetni i kancerogeni pirolitički proizvodi, koje prepoznajemo po jakom i crnom dimu.

## Temperatura
U slučaju fosilnih goriva koja izgaraju sa vazduhom, temperatura izgaranja zavisi od niza faktora:
- toplotna moć goriva
- stehiometrijski odnos vazduha i goriva λ
- specifični toplotni kapacitet
- ulazne temperature vazduha i goriva

Adijabatska temperatura izgaranja se povećava sa većom toplotnom moći, većim ulaznim temperaturama vazduha i goriva, i ako stehiometrijski odnos vazduha i goriva teži 1. Adijabatska temperatura izgaranja za ugljen je oko 2 200 °C (temperaturama vazduha i goriva je sobna temperatura i λ = 1), oko 2 150 °C za naftu i 2 000 °C za zemni gas.
Kod industrijskih grejača sa plamenikom, parnih i plinskih termoelektrana, obično se radi sa viškom vazduha, najčešće 15% u odnosu na stehiometrijsku vrednost.

## Nestabilnosti
Nestabilnosti kod izgaranja su obično snažne oscilacije pritiska u komori za sagorevanje. One mogu biti velike i do 180 , što znatno smanjuje vek trajanja delova mašina.

## Brzina izgaranja
Brzina izgaranja je količina materijala koja izgara u jedinici vremena, a izražava se u jedinicama: kg/s ili g/s.

## Spoljašnje veze
- Sagorevanje ugljovodonika
- Simulacija sagorevanja gasa